# Folsom (California)
Folsom, fundada en 1946, es una ciudad ubicada en el condado de Sacramento en el estado estadounidense de California. En el año 2010 tenía una población de 51,884 habitantes y una densidad poblacional de 828.8 personas por km². Folsom forma parte del área metropolitana de Sacramento.

## Geografía
Folsom se encuentra ubicada en las coordenadas 38°40′20″N 121°09′28″O / 38.672127, -121.157838. Según la Oficina del Censo, la ciudad tiene un área total de 62,6 km² (24,2 mi²), de la cual 56,3 km² (21,7 mi²) es tierra y 6,3 km² (2,4 mi²) (10.09%) es agua.

## Demografía
Según la Oficina del Censo en 2007 los ingresos medios por hogar en la localidad eran de $87,542, y los ingresos medios por familia eran $109,032. Los hombres tenían unos ingresos medios de $60,616 frente a los $42,434 para las mujeres. La renta per cápita para la localidad era de $30,210. Alrededor del 7.3% de la población estaban por debajo del umbral de pobreza.

## Gobierno
Folsom tiene prisiones del Departamento de Correcciones y Rehabilitación de California, incluyendo Folsom State Prison y California State Prison, Sacramento.

## Educación
El Distrito Escolar Unificado de Folsom Cordova gestiona escuelas públicas.